# Macromyzus indicus
Macromyzus indicus är en insektsart. Macromyzus indicus ingår i släktet Macromyzus och familjen långrörsbladlöss. Inga underarter finns listade i Catalogue of Life.